# ハンドベル

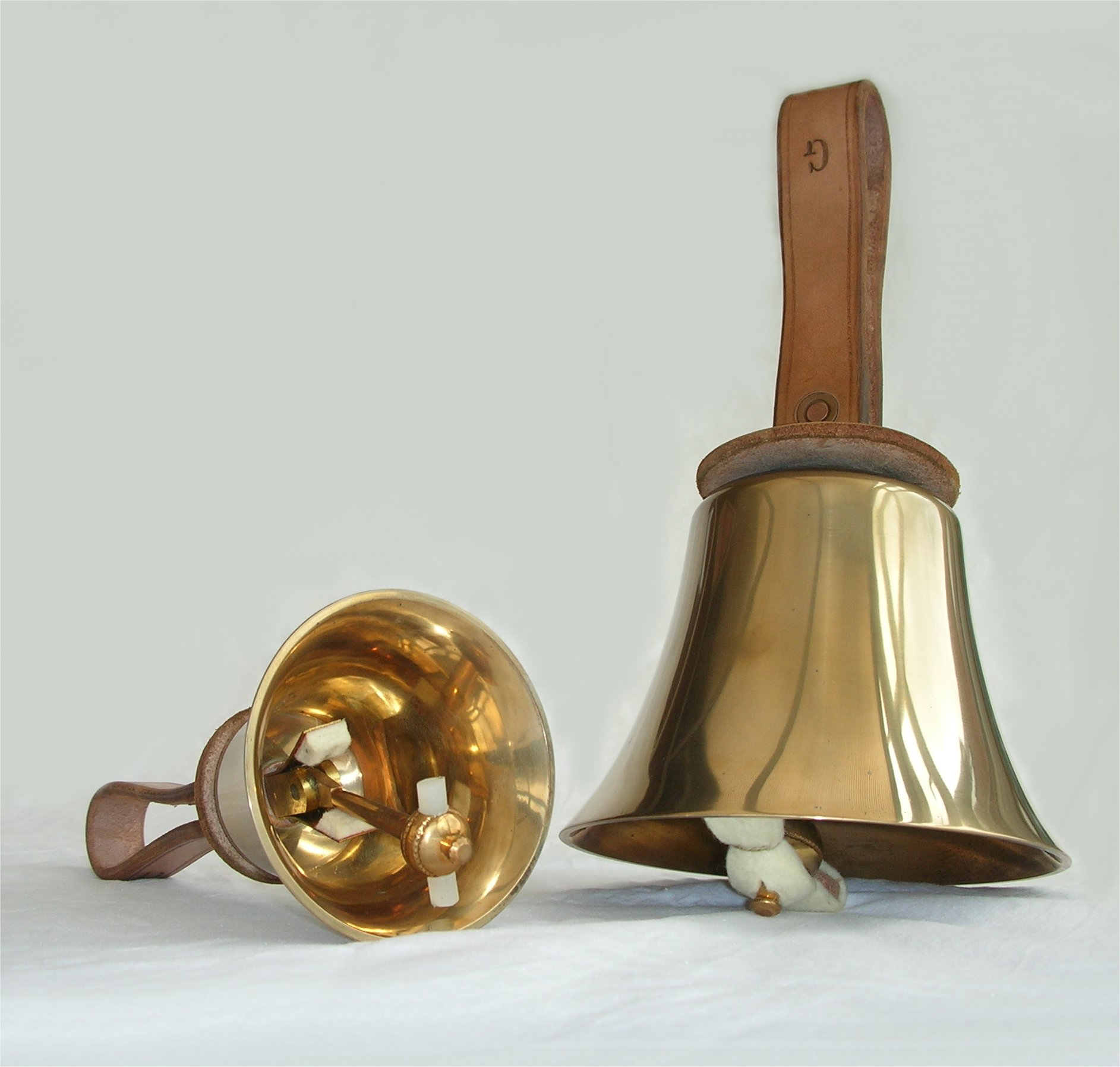
ハンドベルの一例
----
ホワイトチャペル社（イギリス）製

ハンドベル (Handbell) は、17世紀ごろにイギリスでキリスト教の教会のタワー・ベル（チャーチ・ベル、組鐘）を何人かで技巧練習をするために生まれた楽器。正式名称をイングリッシュハンドベルという。アメリカで独立した楽器となり、数人があわせて音楽を演奏する形態が完成し、賛美歌をはじめとして色々なジャンルの曲を演奏するようになった。

## 概要

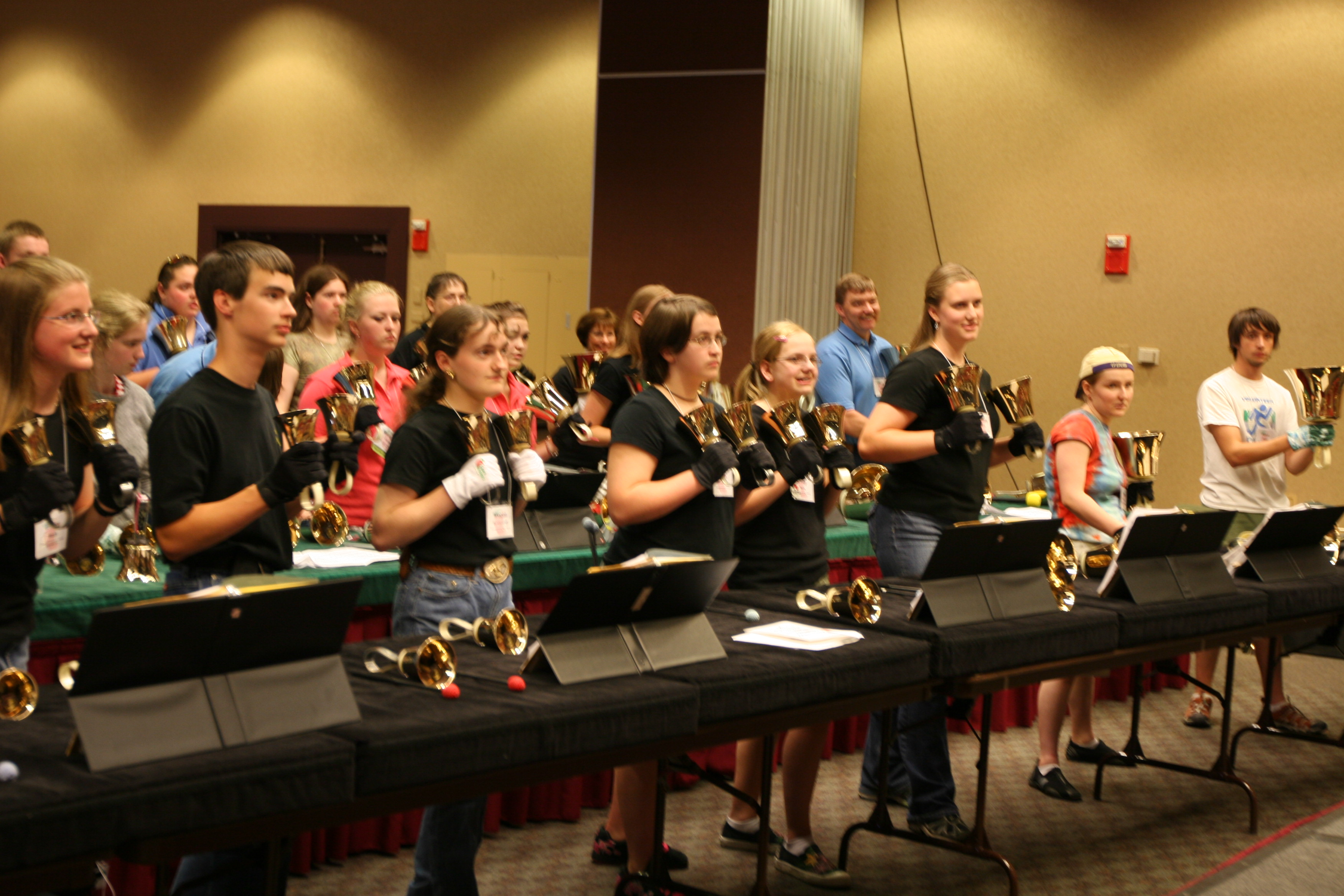
ハンドベルの練習

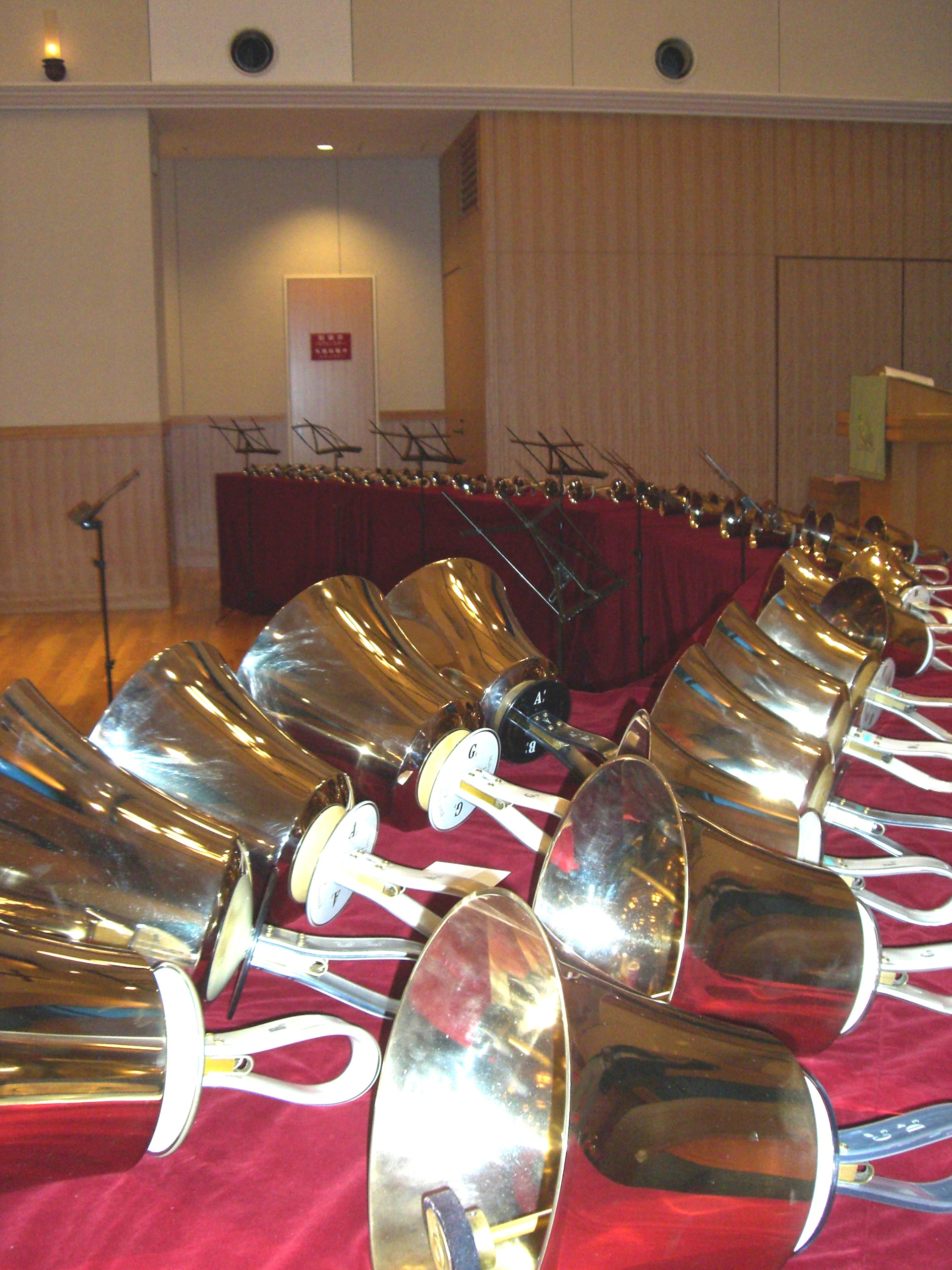
ずらりと並んだハンドベル
----
マルマーク社（アメリカ）製

青銅製の鐘（キャスティング）とその中の振り子（クラッパー）、プラスチック製または革製のハンドルからなる。小さいもので約200グラム、大きいもので約8キログラムの重量がある。
音の出る原理はハンドルを握り、ハンドベル全体を振ることでクラッパーがキャスティングに当たることである。奏法は基本的な音の出し方であるリング、細かく振動させるシェイク、ベルを下に置いてクラッパーを持ち上げて弾くプラック、スポンジにベルを打ち付けるマルテラート、リングしたベルを体の後方へ降り下げたり上げたりするスウィングなどが挙げられる。他の楽器と組み合わせて演奏することもある。演奏者のことはリンガー、音の割り振りのことはアサイメント、演奏するグループはクワイアという。
ひとつのベルがひとつの音に対応するため、音階分のベルがそろっていなければ演奏できないが、5オクターブで約300万円と高価である。そのため、鉄または真鍮製の安価なものが日本で作られ、ミュージックベルと呼ばれる。また、これらとは別に、棒状をしているためベルとはいえないが、音色が近く、奏法がほぼ同じハンドチャイムという楽器（クワイヤチャイム、メロディチャイムなどの商品名がある）もあり、広い意味でハンドベルと呼称する場合もあるが、しかし、その場合でもクラッパーが前後以外の方向に動くものをハンドベルと呼ぶことは少ない。銅と錫の合金でできているため、素手で扱うとキャスティング部分が錆びてしまう。それを防ぐため、演奏時は必ず手袋を着用する。
なお、日本では福引の鐘としても知られるが、実際には別の楽器である。

## 演奏の実際
1つのベルは一音程しか出すことができないので、曲を演奏するには、通常、2オクターブ（25個）から6オクターブ（73個）のベルを用意する。1人で4ないし5個程度のベルを担当することが多く、音域によって8人程度、多い場合は15人程度で1チームをつくって演奏することが多い。

## ハンドベルの製作
有名なハンドベルのメーカーは、アメリカ合衆国のシューマリック社とマルマーク社の2社である。

## 日本のハンドベル作曲家[3]
- 荒井弘高
- 大塚安宏
- 岡本和子
- 杉山仁美
- 多田羅智穂子、